# 朱霁青

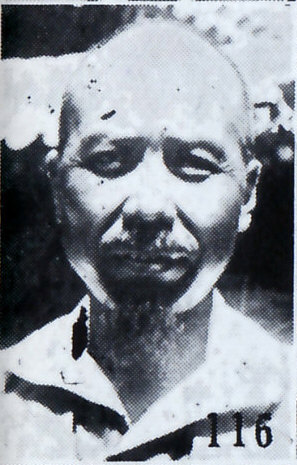

朱霁青（1882年—1955年），原名国陞，字纪卿，后改名自新，号再造子，男，奉天广宁（今辽宁北镇）人，中国政治人物。